# CE Benito
Der Club Esportiu Cava Benito Sant Julià, kurz CE Benito, war ein Verein aus Sant Julià de Lòria in Andorra. Er wurde auch FC Benito oder kurz Benito genannt. Der Verein war nach seinem Sponsor, dem Restaurant „Cava Benito“, benannt. Benito spielte Ende der 1990er Jahre drei Spielzeiten in der andorranischen ersten Liga.

## Geschichte
Der CE Benito trat erstmals in der Spielzeit 1997/98 in der Primera Divisió an. In den ersten beiden Saisons belegte Benito Mittelfeldplätze, doch in der dritten Spielzeit zog sich die Mannschaft nach sieben ausgetragenen Begegnungen, von denen nur das gegen Sporting d’Escaldes gewonnen werden konnte, aus dem Spielbetrieb zurück und der Verein löste sich auf.
|  | Saison    | Liga            | Lv. | Pl.           | Sp.           | S             | U             | N             | Tore          | Diff.         | Pkt.          | Pokal       |
|  | 1997/98   | Primera Divisió | 1   | 7./11         | 20            | 7             | 2             | 11            | 30:52         | −22           | 23            |             |
|  | 1998/99   | Primera Divisió | 1   | 7./12         | 22            | 9             | 4             | 9             | 33:29         | +4            | 31            |             |
|  | 1999/2000 | Primera Divisió | 1   | zurückgezogen | zurückgezogen | zurückgezogen | zurückgezogen | zurückgezogen | zurückgezogen | zurückgezogen | zurückgezogen | Runde 1 / 4 |